# Palo Blanco (Canchaque)
Palo Blanco es una localidad peruana ubicada en el distrito de Canchaque, perteneciente a la provincia de Huancabamba del departamento de Piura, al norte del Perú. 

## Ubicación
Palo Blanco se ubica al noroeste de la provincia de Huancabamba, en el distrito de Canchaque, en el departamento de Piura.

## Demografía
En 2017 Palo Blanco tenía una población de 20 habitantes.
| Gráfica de evolución demográfica de Palo Blanco entre 1993 y 2017 |
|                                                                   |
| Fuentes: Población 1993 y 2017                                    |